# Isis
 For alternative betydninger, se Isis (flertydig). (Se også artikler, som begynder med Isis)
| st | , | B1 |

| st | , | B1 |

Isis (flere forslag til hvad navnet betyder: Trone/Den som bærer/Herskerkraft) var en af de mest populære gudinder i Egypten. Blandt hendes mange titler kan nævnes: Himlens Dronning, Alle guders moder, Den som er alt som er, har været og vil komme, Fruen af de grønne afgrøder, Havets stjerne og Hun som skaber lys af hendes fjer og vind med hendes vinger.
Hun var den store modergudinde og hustru, og en aktiv beskytter af sin mand og bror Osiris og sin søn Horus. Hun samlede Osiris efter Seth havde dræbt og sønderlemmet ham. Hun ansås som en magisk kyndig gudinde med magt over både guder og mennesker. Kleopatra blev i sin samtid fremstillet som den levende Isis.
Hendes navn dukker første gang op i tekster fra ca 2450 f.v.t, men hendes oprindelse fortaber sig i det uvisse.
Hun fremstilles med sit navns hieroglyf som krone, fra (det ny rige) blev hun fremstillet med solskive og horn på hovedet. I dyreskikkelse fremstod hun som fugl (fx svale) eller som et træ (ahorn eller figen).
En traditionel lovtale til hendes ære fra Memfis lyder sådan: "Jeg er Isis, herskerinde over alle lande, og jeg er opfostret af Hermes, og har sammen med ham opfundet den hierarkiske og demotiske skrift, så ikke alt skulle skrives med den samme skrift. Jeg har stiftet love for menneskene og fastslået, hvad ingen kan ændre. Jeg er Kronos' ældste datter. Jeg opfandt landbruget for menneskene. Jeg er kong Horus' mor. Jeg står op i Hundestjernen. Jeg er den, kvinderne kalder gudinden. Det er for mig, byen Bubastis blev grundlagt. Jeg har skilt Jorden fra himlen. Jeg har vist stjernerne deres veje. Jeg har bestemt Solen og Månens bane. Jeg har givet ophav til søfarten. Jeg har gjort det rigtige stærkt. Jeg har ført mand og kvinde sammen. Jeg har bestemt, at kvinder skal føde børn i den tiende måned. Jeg har fastslået, at forældre skal elskes af sine børn. Jeg har ilagt straf for de forældre, der ikke elsker sine børn. Jeg og min bror Osiris har gjort slut på menneskeæderi. Jeg har vist menneskene mysterierne. Jeg har lært dem, at dyrke gudernes billeder. Jeg har indviet gudernes hellige områder. Jeg har styrtet tyrannernes verden. Jeg har gjort slut på drabene. Jeg har tvunget mændene til at elske kvinderne. Jeg har gjort det rigtige stærkere end guld og sølv. Jeg har fastslået, at det sande skal betragtes som smukt. Jeg har opfundet ægteskabskontrakten. Jeg har fastslået sprogforskellen for grækere og barbarer. Jeg har gjort det sådan, at naturen skiller det gode og det onde fra hinanden. Jeg har gjort eden til det mest frygtede. Jeg har overladt den, der falder andre i ryggen. Jeg fastsætter straf for dem, der handler uretmæssigt. Jeg har fastsat barmhjertighed for den, der søger beskyttelse. Jeg beskytter dem, der møder gengæld med retfærdighed. Hos mig er det rigtige stærkt. Jeg er herskerinde over floderne og vindene og havet. Ingen hædres uden min viden. Jeg er krigens herskerinde. Jeg er lynets herskerinde. Jeg gør havet roligt og får det til at storme. Jeg er at finde i Solens stråler. Jeg er med til at styre Solens bane. Det jeg bestemmer, fuldbyrdes. Alt adlyder mig. Jeg frigør det fangne. Jeg er søfartens herskerinde. Jeg gør sejlbare farvande usejlbare, når det passer mig. Jeg har grundlagt byernes mure. Jeg er den, der kaldes Lovgiveren. Jeg løfter øjnene op mod lyset. Jeg er regnens herskerinde. Jeg overvinder skæbnen. Skæbnen adlyder mig. Vær hilset, Egypten, som har fostret mig."